# Yasufumi Nishimura
Yasufumi Nishimura (jap. 西村 恭史, Nishimura Yasufumi; * 4. November 1999 in Osaka) ist ein japanischer Fußballspieler.

## Karriere
Yasufumi Nishimura erlernte das Fußballspielen in der Jugendmannschaft vom Nagano FC und in der Schulmannschaft der Kokoku High School. Seinen ersten Profivertrag unterschrieb er 2018 bei Shimizu S-Pulse. Der Verein aus Shimizu spielte in der höchsten Liga des Landes, der J1 League. Von Juli 2019 bis Dezember 2019 wurde er an den in der zweiten Liga spielenden Fagiano Okayama nach Okayama ausgeliehen. Im Anschluss erfolgte eine Ausleihe zum ebenfalls in der zweiten Liga spielenden Giravanz Kitakyūshū. Am Ende der Saison 2021 stieg er mit dem Verein aus Kitakyūshū als Tabellenvorletzter in die dritte Liga ab. Für den Absteiger bestritt er 59 Ligaspiele. Die Saison 2023 wurde er an den Drittligisten AC Nagano Parceiro nach Nagano ausgeliehen.